# Toft and Lound

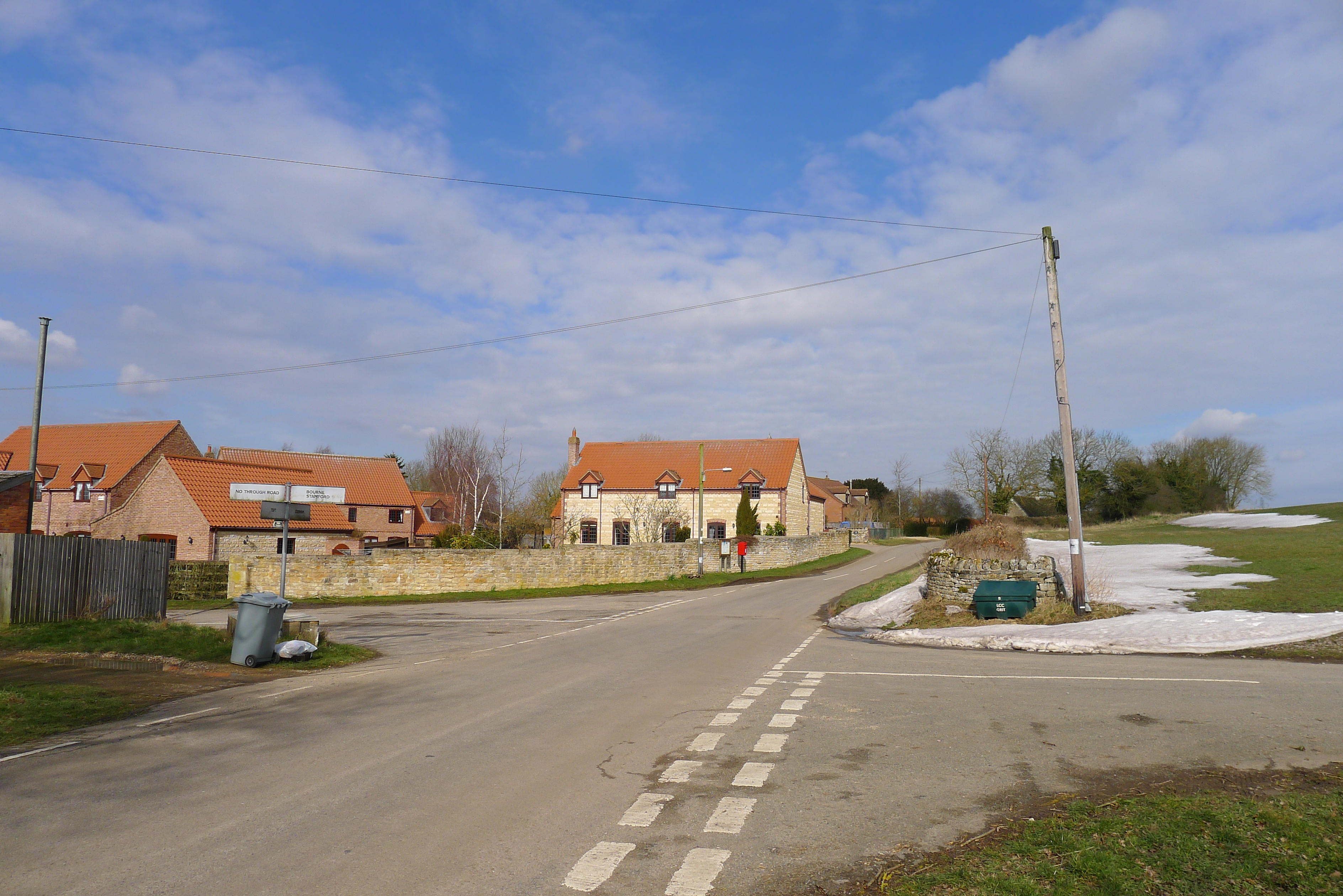
Lound

Toft and Lound var en civil parish från 1866 till 1931 då den blev en del av Toft with Lound and Manthorpe, i grevskapet Lincolnshire, i England. Civil parish var belägen 11 km från Bourne och hade 125 invånare år 1921.